# 野田市
野田市（日语：／ Noda shi */?）是千葉縣西北部的市。2003年6月6日，東葛飾郡關宿町編入後，成為千葉縣最北端的自治體。

## 地理
位于千葉县最北端，約在關東平原中央位置，東有利根川、西有江戶川、南有利根運河。利根川對岸為茨城縣，江戶川對岸為埼玉縣。
野田地名的由來眾說紛紜，目前較可信的說法是野田右馬助在此建館而得名，但也有「因野田的地名而稱野田右馬助」的說法。
東武鐵道野田線「野田市站」周邊是龜甲萬創業地，此地每日輸出醬油至日本各地。

### 河川等
- 江户川
- 利根川
- 座生川
- 利根運河
- 關宿用水路

### 临接的自治体
千葉县
- 柏市
- 流山市

茨城县
- 坂東市
- 常總市
- 守谷市
- 猿島郡：五霞町、境町

埼玉县
- 幸手市
- 吉川市
- 春日部市
- 北葛飾郡：杉户町、松伏町

## 歷史
野田市與舊關宿町地區的發展歷史不同，因此分為兩部分分別介紹。

### 野田市
江戶時代以前
野田在江戶時代以前缺乏紀錄，但市內有一些小型遺跡，如野田貝塚、山崎貝塚等。
至於中世，傳聞此地有活躍於後三年之役的鎌倉景政居城與古河公方重臣野田右馬助居城。但並未發現任何遺跡。
尾崎傳聞是鎌倉幕府御家人野本家定城館所在地。木野崎則有國人一色數馬城館遺跡。
德川家康江戶入府後，岡部長盛在1590年（天正18年）於山崎建造居城。
江戶時代
野田在進入江戶時代後，紀錄逐漸增加。受惠於水運，供應江戶的醬油產業在此興起，成為醬油一大產地。陸上交通也因日光東往還，山崎宿、中里宿等宿場蓬勃發展。
近代以後
- 1889年（明治22年）4月1日
  - 野田町、清水村、上花輪村、中野台村、堤台村、櫻台村飛地、今上村飛地合併成立野田町（日语：野田町 (千葉県)）。
  - 大殿井村、目吹村、鶴奉村（明治7年、鶴嶋新田與奉目新田合併）、柳澤新田、宮崎新田、中根新田、橫內村、花井新田飛地合併成立旭村（日语：旭村 (千葉県東葛飾郡)）。
  - 山崎村（明治初期龜山新田編入）、今上村、櫻台村、花井新田、堤根新田、宮崎新田飛地、清水村飛地、上花輪村飛地合併成立梅鄉村（日语：梅郷村）。
  - 谷津村、吉春村、蕃昌新田、五木村、五木新田、岩名村、座生新田、尾崎村飛地合併成立七福村（日语：七福村）。
  - 東金野井村、中里村、船形村、尾崎村合併成立川間村（日语：川間村）。
  - 木野崎村、三堀村、瀨戶村、二塚村、上三尾村、西三尾村、下三尾村、大青田村一部分（利根運河北側）合併成立福田村（日语：福田村 (千葉県)）。

野田市年表
- 1895年（明治28年）
  - 梅鄉村江戶川右岸（今上的一部分）編入埼玉縣北葛飾郡旭村。
  - 埼玉縣中葛飾郡金杉村大字金杉飛地編入旭村，設置大字金杉。
- 1899年（明治32年）－茨城縣猿島郡中川村一部分（利根川以南）編入川間村が，設置大字小山、筵內、長谷。
- 1917年（大正6年）－高梨家、茂木家等醬油釀造家組成的野田醬油釀造組合成立公司。
- 1921年（大正10年）－野田醬油勞動爭議（日语：野田醤油労働争議）。
- 1923年（大正12年）－福田村事件（日语：福田村事件）。
- 1950年（昭和25年）5月3日－野田町、旭村、梅鄉村、七福村=合併成立野田市。
- 1951年（昭和26年）1月1日－川間村一部分併入野田市。
- 1951年（昭和26年）七福地區設立大字七光台。
- 1957年（昭和32年）4月1日－川間村、福田村合併。
- 1961年（昭和36年）9月1日－與關宿町重劃邊界。
- 1965年（昭和40年）－川間地區設立日之出町。
- 1966年（昭和40年）－東京理科大學野田校舍（現在的野田校區）竣工。
- 1971年（昭和46年）－野田地區設立中野台鹿島町。
- 1973年（昭和48年）－野田地區設立上花輪新町。
- 1978年（昭和53年）－七福地區設立春日町、五木新町。
- 1980年（昭和55年）－七福地區設立岩名一丁目、岩名二丁目。
- 1982年（昭和57年）－野田工業團地完工。
- 1983年（昭和58年）11月19日－南部地區設立山崎貝塚町（日语：山崎貝塚町）[1]。
- 1988年（昭和63年）－七福地區設立大字谷吉。
- 1989年（平成元年）－南部地區設立大字山崎梅之台。
- 1995年（平成7年）－川間地區設立大字尾崎台。梅鄉地區設立花井一丁目。
- 1999年（平成11年）10月1日－與關宿町重劃邊界
- 2002年（平成14年）3月2日－南部地區設立水木（日语：みずき (野田市)）一丁目、水木二丁目、水木三丁目、水木四丁目[2]。
- 2003年（平成15年）6月6日－野田市與關宿町（日语：関宿町）合併，為現行的野田市。
- 2006年（平成18年）
  - 9月－野田地區設立清水公園東一丁目、清水公園東二丁目。
  - 10月－野田地區設立櫻之里一丁目、櫻之里二丁目、櫻之里三丁目。

1970年代以後，在通勤路線東武野田線的帶動下成為東京的臥城。但在1990年代以後受到都心回歸現象的影響，青年人口流出，逐漸出現高齡化。
近年，都市再生機構在市南部的水木（舊山崎）地區開發野田水木之街（野田みずきの街），加上筑波快線通車使得前往東京都心更為便利，人口再次增加。

### 舊關宿町
江戶時代以前
室町時代由建築關宿城的簗田氏所支配。戰國時代，簗田氏與後北條氏爆發關宿合戰。
江戶時代
江戶時代屬關宿藩，由德川譜代大名擔任城主。除了日漸繁榮的關宿城城下町，現在江戶川與利根川分流點因是水上交通的要衝設有關所，加上日光東往還的宿場，是下總非常繁華的地區。
近代以後
廢藩與船運衰退使得本地失去過去的榮景。
泡沫經濟破滅後，因不在東京通勤圈內，地價下跌率在縣內名列前茅，人口也持續減少。最大聚落大字木間瀨每年減少超過100人。相反地，南部地區人口逐年上升。
舊關宿町年表
- 1889年（明治22年）4月1日－設關宿町、二川村（日语：二川村 (千葉県東葛飾郡)）、木間瀨村（日语：木間ヶ瀬村）。
- 1955年（昭和30年）7月20日－（舊）關宿町、二川村、木間瀨村合併為關宿町（日语：関宿町）。
- 2003年（平成15年）6月6日－關宿町編入野田市。

## 人口
| 野田市人口分布圖 |                                               |  |
| 野田市與日本全國年齡別人口分布比較圖 （2005年資料） | 野田市的年齡、男女別人口分布圖 （2005年資料） |  |
| ■紫色是野田市 ■綠色是全国 | ■藍色是男性 ■紅色是女性                       |  |
| 野田市人口變化 \| 1970年 \| 80,520人 \| \| \| 1975年 \| 91,777人 \| \| \| 1980年 \| 112,753人 \| \| \| 1985年 \| 130,873人 \| \| \| 1990年 \| 145,206人 \| \| \| 1995年 \| 152,245人 \| \| \| 2000年 \| 151,197人 \| \| \| 2005年 \| 151,240人 \| \| \| 2010年 \| 155,491人 \| \| \| 2015年 \| 153,583人 \| \| \| 2020年 \| 152,638人 \| \| |                                               |  |
| 資料來源：日本總務省統計中心提供之人口普查數據 |                                               |  |
| 1970年 | 80,520人                                      |  |
| 1975年 | 91,777人                                      |  |
| 1980年 | 112,753人                                     |  |
| 1985年 | 130,873人                                     |  |
| 1990年 | 145,206人                                     |  |
| 1995年 | 152,245人                                     |  |
| 2000年 | 151,197人                                     |  |
| 2005年 | 151,240人                                     |  |
| 2010年 | 155,491人                                     |  |
| 2015年 | 153,583人                                     |  |
| 2020年 | 152,638人                                     |  |

### 市長
根本崇（1992年（平成4年）7月4日 就任）
- 第1任 1992年 - 1996年
- 第2任 1996年 - 2000年
- 第3任 2000年 - 2004年
- 第4任 2004年 - 2008年
- 第5任 2008年 - 2012年
- 第6任 2012年 - 現在

2012年6月24日第六度當選市長，是2012年千葉縣內唯一六度擔任首長的的案例。

### 公共設施
國家機關
- 國土交通省
  - 關東運輸局千葉陸運支局野田自動車檢査登錄事務所
  - 關東地方整備局江戶川河川事務所（本部）
  - 國土交通省利根川上流河川事務所目吹出張所
- 厚生勞動省
  - 松戶公共職業安定所野田出張所「HelloWork野田」（ハローワークのだ）

縣機關
- 千葉縣野田健康福祉中心（野田保健所）
- 東葛飾地域整備中心野田出張所
- 野田警察署（日语：野田警察署）
- 野田市消防本部（日语：野田市消防本部）

市主要設施
- 野田市役所
- 野田市立圖書館
- 野田市文化會館
- 野田市總合公園
- 野田市關宿總合公園
- 櫟之會館（日语：いちいのホール）（舊關宿町役場廳舍）
- 欅之會館（日语：欅のホール）
- 北社區中心（北コミュニティセンター）
- 南社區中心（南コミュニティセンター）
- 野田市市民会館（國家登錄有形文化財）

### 議會
市議會
席次28人。

#### 構成
| 黨派          | 席次 |
| ------------- | ---- |
| 政清會        | 10   |
| 公明黨        | 5    |
| 民清俱樂部    | 4    |
| 日本共產黨    | 3    |
| 民主連合      | 2    |
| 市民網路·野田 | 2    |
| 新社会黨      | 1    |
| 無所屬俱樂部  | 1    |

## 经济

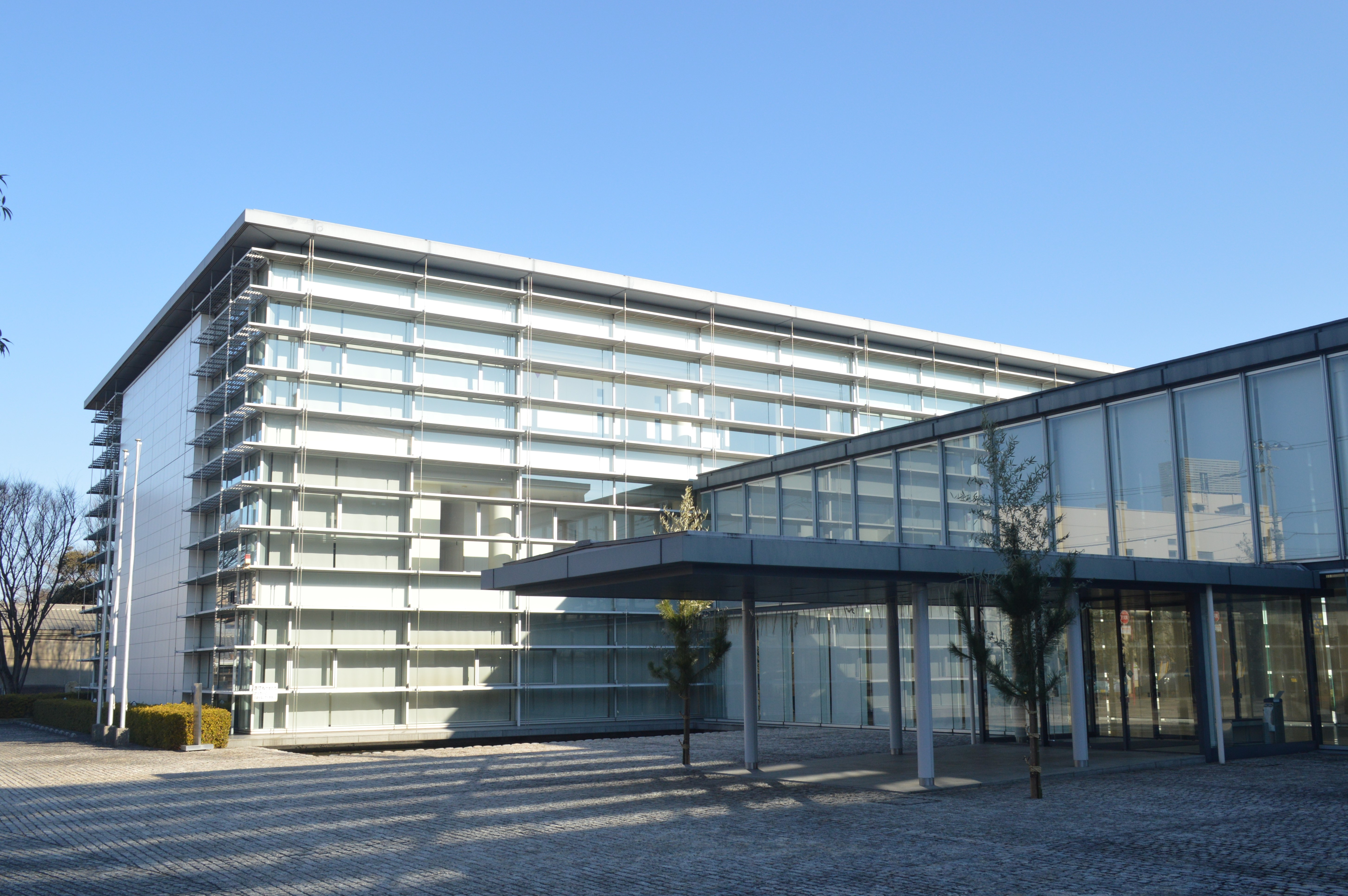
龜甲萬本社

### 農業
- 日本重要毛豆生產地

### 工業
是醬油業界最大企業龜甲萬株式會社與最大白醬油生產企業甲子醬油株式會社所在地，產量約占全國3分之1，是日本最大醬油生產地。
- 工業團地
  - 野田工業團地－主要企業：大黑柴油機工業所、坂自動車等
  - 南部工業團地－主要企業：雪印Megmilk（日语：雪印メグミルク）、日立物流（日语：日立物流）、日立建機REC（日立建機レック）等
  - 北部工業團地－主要企業：SunDelica（サンデリカ）、LIXIL等
  - 中里工業團地－主要企業：LIXIL、敷島麵包（日语：敷島製パン）等
  - 關宿羽山工業團地（関宿はやま工業団地）－主要企業：味之素物流、SEKINO興產（セキノ興産）等
  - （暫名）泉船形工業團地現在建造中

#### 本店、本社位於市內的主要企業
- 龜甲萬（野田本社）
  - 龜甲萬食品
  - 龜甲萬飲料
  - 龜甲萬企業服務（キッコーマンビジネスサービス）
  - 龜甲萬Biochemifa（キッコーマンバイオケミファ）
- Kiniene醬油（キノエネ醤油）
- 株式會社SAKURA（蔬果食材連鎖店「新鮮一」）
- SUMCO Technology（SUMCOテクノロジー）
- 中央Control Service（中央コントロールサービス）
- 利根可口可樂瓶裝（日语：利根コカ・コーラボトリング）
- 野田瓦斯
- 千秋社（清水公園）
- 日本一（熟食菜連鎖店「日本一」）
- R&W（中古車採購專門連鎖店「Rabbit（ラビット）（日语：カークエスト）」）
- 白色餃子店（日语：ホワイト餃子店）本部
- 野田食菌工業
- 梅屋（日语：梅屋 (千葉県)）－醫藥品、醫療機器、醫療用檢查
- Joyflora（日语：ジョイ・フローラ）
- 仲長（日语：ナカオサ）

#### 市內設有事業所的主要企業
- 龜甲萬食品（野田工場、研究本部、東東京支店）
- 利根可口可樂瓶裝（日语：利根コカ・コーラボトリング）（野田支店、數間子會社）
- SUMCO
- 天田米亞基（日语：アマダミヤチ）（野田工場）
- LIXIL（總合技術研究所、七光台工場）
- 雪印Megmilk（日语：雪印メグミルク）（舊雪印乳業野田工場）
- 日立物流（日语：日立物流）
- 日立建機REC（日立建機レック）
- 敷島麵包（日语：敷島製パン）
- 阪田油墨（日语：サカタインクス）
- 天馬（日语：天馬 (企業)）
- 托納美運輸（日语：トナミ運輸）
- 三菱電機物流（日语：三菱電機ロジスティクス）
- 三菱商事物流（日语：三菱商事ロジスティクス）
- USS（日语：ユー・エス・エス）（東京會場）
- 東京電力（新野田變電所）
- 扇港（日语：センコー）（野田第1PD中心、永旺北關東RDC中心、野田第2PD中心）
- 赤城車體工業（日语：赤城車体工業）（野田工場）
- Paper Ware（日语：ペーパーウェア (株式会社)）（千葉工場）

### 商業設施
- 購物中心NOA（ショッピングセンターノア）
  - 購物中心PAL NOA（ショッピングセンターパルノア）
- 水木購物中心（みずきショッピングセンター）
- UNICAS野田（ウニクス野田）
- 永旺城野田七光台（イオンタウン野田七光台）
- 櫻之里購物中心（桜の里ショッピングセンター）
- Sun Bel'x（日语：サンベルクス） Station Mall七光台
- THE PRICE（日语：ザ・プライス）野田店

### 溫泉設施
- 野天風呂湯之鄉
- GRANOSA潮之湯（グランローザ潮の湯）
- 七光台溫泉

### 住宿設施
- Hotel Granbois（ホテルグランボワ）
- CLEARVIEW Golf Club & Hotel（クリアビューゴルフクラブ&ホテル）

### 高爾夫球場
- 野田市工供高爾夫球場（雲雀球場、櫸球場）
- 千葉鄉村俱樂部（野田球場、川間球場、梅鄉球場）
- 紫鄉村俱樂部（菫球場、菖蒲球場）
- CLEARVIEW高爾夫球場（クリアビューゴルフクラブ）

## 姊妹都市、提攜都市
- 靜岡縣島田市
- 福島縣須賀川市

## 地域

### 住宅團地
- HOMETOWN野田龜山
- 野田櫻之里建售團地

### 醫院
- 江戶川醫院（日语：江戸川病院）
- 龜甲萬總合醫院（日语：キッコーマン総合病院）

### 圖書館
- 野田市立圖書館
  - 野田市立興風圖書館
  - 野田市立南圖書館
  - 野田市立北圖書館
  - 野田市立關宿圖書館

### 教育

#### 小學校
野田地區
- 野田市立中央小學校
- 野田市立宮崎小學校
- 野田市立東部小學校
- 野田市立南部小學校
- 野田市立北部小學校
- 野田市立川間小學校
- 野田市立福田第一小學校
- 野田市立福田第二小學校
- 野田市立清水台小學校
- 野田市立柳澤小學校
- 野田市立山崎小學校
- 野田市立岩木小學校
- 野田市立尾崎小學校
- 野田市立七光台小學校
- 野田市立二塚小學校
- 野田市立水木小學校

関宿地区
- 野田市立木間瀨小學校
- 野田市立二川小學校
- 野田市立關宿小學校
- 野田市立關宿中央小學校

#### 中學校
- 野田市立第一中學校
- 野田市立第二中學校
- 野田市立東部中學校
- 野田市立南部中學校（日语：野田市立南部中学校）
- 野田市立北部中學校
- 野田市立川間中學校（日语：野田市立川間中学校）
- 野田市立福田中學校
- 野田市立岩名中學校
- 野田市立木間ヶ瀬中學校
- 野田市立二川中學校
- 野田市立関宿中學校
- 西武台千葉中學校（日语：西武台千葉中学校・高等学校）

#### 高等學校
- 千葉縣立清水高等學校（日语：千葉县立清水高等学校）
- 千葉縣立野田中央高等學校（日语：千葉县立野田中央高等学校）
- 千葉縣立關宿高等學校（日语：千葉县立関宿高等学校）
- 西武台千葉高等學校（日语：西武台千葉中学校・高等学校）
- 梓第一高等學校（日语：あずさ第一高等学校）

#### 大學
- 東京理科大學野田校區
- 千葉商科大學（僅運動場）

#### 專門學校等
- 專門學校野田鎌田學園
- 野田准看護高等專修學校
- 正心實業專門學校
- 千葉縣立野田看護專門學校
- 千葉縣立野田特別支援學校

## 交通

### 鐵路
東武鐵道
- 野田線（東武都市公園線）：川間站 - 七光台站 - 清水公園站 - 愛宕站 - 野田市站 - 梅鄉站

此外，南部地區有許多民眾利用流山市的運河站。

#### 已廢線路線
- 野田人車鐵道（日语：野田人車鉄道）

#### 計畫路線
- 久喜筑波鐵道（日语：久喜筑波鉄道）－埼玉縣久喜市至關宿町的地方鐵道（日语：地方鉄道法）路線。

#### 規劃中路線
- 東京直結鐵道（日语：東京直結鉄道）（構想）

2000年（平成12年）1月的運輸政策審議會答申第18號提出地下鐵8號線（有樂町線）從龜有延伸至野田市，計畫在2015年（平成27年）以前規劃路線。延伸路線計畫為豐洲 - 東陽町 - 住吉 - 押上 - 四木 - 龜有 - 野田市。但因延伸構想尚未具體化等關係，未正式公布。

### 路線巴士
- 茨城急行自動車（日语：茨城急行自動車）
- 朝日自動車（日语：朝日自動車）

### 道路
- 高速道路

市內沒有高速道路通過，須利用車程5～10分鐘的流山市流山IC（常磐自動車道）與柏市柏IC（同）（兩座交流道看板皆有記載野田。）
- 收費道路
  - 下總利根大橋收費道路（日语：下総利根大橋有料道路）
- 過去的收費道路
  - 松戶野田收費道路（日语：松戸野田有料道路）（1977年（昭和52年）10月1日至2007年（平成19年）9月30日。2007年10月1日起免費開放。）
- 一般國道
  - 國道16號（春日部野田繞道（日语：春日部野田バイパス））
  - 國道16號（千葉柏道路 ※計畫中的繞道）
- 都道府縣道
  - 主要地方道
    - 茨城縣道、千葉縣道3號つくば野田線（日语：茨城県道・千葉県道3号つくば野田線）
    - 千葉縣道5號松戶野田線（日语：千葉県道5号松戸野田線）
    - 千葉縣道7號我孫子關宿線（日语：千葉県道7号我孫子関宿線）
    - 茨城縣道、千葉縣道17號結城野田線（日语：茨城県道・千葉県道17号結城野田線）
    - 埼玉縣道、千葉縣道19號越谷野田線（日语：埼玉県道・千葉県道19号越谷野田線）
    - 茨城縣道、千葉縣道、埼玉縣道26號境杉戶線（日语：茨城県道・千葉県道・埼玉県道26号境杉戸線）
    - 埼玉縣道、千葉縣道42號松伏春日部關宿線（日语：埼玉県道・千葉県道42号松伏春日部関宿線）
    - 千葉縣道、茨城縣道46號野田牛久線（日语：千葉県道・茨城県道46号野田牛久線）
    - 千葉縣道、埼玉縣道80號野田岩槻線（日语：千葉県道・埼玉県道80号野田岩槻線）

  - 一般縣道
    - 茨城縣道、千葉縣道142號岩井野田線（日语：茨城県道・千葉県道142号岩井野田線）
    - 茨城縣道、千葉縣道162號岩井關宿野田線（日语：茨城県道・千葉県道162号岩井関宿野田線）（下總利根大橋收費道路（日语：下総利根大橋有料道路））
    - 千葉縣道、埼玉縣道183號次木杉戶線（日语：千葉県道・埼玉県道183号次木杉戸線）
    - 千葉縣道194號川間停車場線（日语：千葉県道194号川間停車場線）
    - 埼玉縣道、千葉縣道326號川藤野田線（日语：埼玉県道・千葉県道326号川藤野田線）
    - 千葉縣道401號松戶野田關宿自行車道線（日语：千葉県道401号松戸野田関宿自転車道線）

## 神社佛閣
- 法道寺（日语：法道寺 (野田市)）
- 櫻木神社（日语：櫻木神社 (野田市)）
- 靈波之光（日语：霊波之光）（宗教法人）
- 無量壽院（日语：無量寿院）
- 常敬寺（日语：常敬寺）
- 愛宕神社

## 名胜、古蹟、观光景点
市內4處景點以「野田市所見富士」的名稱入選關東富士見百景之一。
市內的清水公園為著名賞花景點，被選為日本櫻名所100選。
- 棒出し（日语：棒出し）（水利設施）
- 森之遊園地（日语：森のゆうえんち）
- 關宿城（日语：関宿城）
- 千葉縣立關宿城博物館（日语：千葉県立関宿城博物館）
- 鈴木貫太郎紀念館（日语：鈴木貫太郎記念館）
- 關根名人紀念館
- 龜甲萬萬事通醬油館（キッコーマンもの知りしょうゆ館）
- 野田市鄉土博物館（日语：野田市郷土博物館）
- Kinoene醬油工廠群（經濟產業省認定近代化產業遺產（日语：近代化産業遺産））
- 上花輪歷史館(名勝「髙梨氏庭園)（經濟產業省認定近代化產業遺產）
- 舊花野井家住宅（日语：旧花野井家住宅）（國家重要文化財）
- 猿島坂東三十三觀音靈場（日语：猿島坂東三十三観音霊場）－1725年（享保10年）由雄弁上人創立
- 野田撞舞（日语：野田のつく舞）
- 津久舞（日语：津久舞）
- バッパカ獅子舞
- 千葉遺產100選－利根川、江戶川與水運區

## 出身、相关名人
- 陽光直人（音樂家）
- 愛染恭子（AV女優）
- 夏燒雅（Berryz工房、偶像)
- 小津安二郎（電影導演）
- 松平康元　（戰國武將）
- 太洋一（足球選手）
- 大島麻衣（前AKB48成員）
- 鈴木貫太郎（海軍大將、終戰時內閣總理大臣）

## 外部連結
行政
- 野田市 （页面存档备份，存于）

観光
- 野田市観光協会 （页面存档备份，存于）